# Juan Antonio Rubio Rodríguez
Juan Antonio Rubio Rodríguez (Madrid, 4 de junio de 1944 - ibíd., 16 de enero de 2010) fue un físico, profesor universitario e investigador español, que desarrolló la mayor parte de su carrera en la Organización Europea para la Investigación Nuclear, más conocida como CERN. En 2009 fue galardonado con el Premio Rey Jaime I de Nuevas Tecnologías.

## Biografía
Rubio Rodríguez obtuvo el doctorado en Ciencias Físicas por la Universidad Complutense de Madrid en 1971, cuando ya se encontraba incorporado al CERN en 1968 como becario. Tras el doctorado, se estableció en España durante un tiempo trabajando como investigador en la Junta de Energía Nuclear (JEN). Dirigió dos años la División de Física Nuclear y de Partículas, fue director de Investigación Básica y director científico hasta 1987. En los años 1970 se opuso activamente a la retirada de España del CERN, sin éxito, institución a la que regresó y donde fue clave en la reincorporación de nuevo de España tras el fin del franquismo. Ocupó diversos puestos de responsabilidad en el CERN, entre los que destaca el de asesor científico del director general (1990-1993). Con la transformación de la Junta de Energía Nuclear en el Centro de Investigaciones Energéticas, Medioambientales y Tecnológicas (CIEMAT) en 1986, trabajó en él en distintos proyectos de investigación y fue impulsor de la creación del Laboratorio Nacional de Fusión y la División de Energías Renovables. También ocupó responsabilidades de coordinación y directivas, siendo nombrado director general en 2004, cargo que desempeñó hasta su fallecimiento. En el ámbito académico, fue profesor de Física Nuclear, Mecánica Cuántica y Física de Partículas en la Universidad Complutense de Madrid y, después, en la Autónoma. Fue especialista en física de partículas y pionero en el estudio de proyectos para la producción de energías alternativas a los combustibles fósiles.
En 2009 fue galardonado con el Premio Rey Jaime I en su modalidad de Nuevas Tecnologías «por su investigación pionera y el trabajo de desarrollo relacionado con las energías renovables, tal como la energía termo-solar, la fisión controlada por el acelerador y la transmutación (reciclaje) de residuos nucleares, así como por su promoción de la fusión por contención magnética».